# Bunaxella oribensis
Bunaxella oribensis är en spindeldjursart som först beskrevs av Den Heyer 1981.  Bunaxella oribensis ingår i släktet Bunaxella och familjen Cunaxidae. Inga underarter finns listade.